# Mała Panew
La Mała Panew (en allemand : Malapane) est une rivière de Pologne, affluent en rive droite de l'Oder.

## Géographie
Le cours d'eau alimente le lac Turawskie notamment et coule dans la voïvodie de Silésie et la voïvodie d'Opole.